# Syrrhopodon asper
Syrrhopodon asper är en bladmossart som beskrevs av Mitten 1886. Syrrhopodon asper ingår i släktet Syrrhopodon och familjen Calymperaceae. Inga underarter finns listade i Catalogue of Life.